# José Fabián Albornoz
José Fabián Albornoz (Buenos Aires, Argentina; 19 de julio de 1970) es un exfutbolista argentino que se desempeñaba como centrocampista.
Jugó en la selección argentina en eliminatorias para mundial 1998 e hizo gol a Venezuela
Actualmente es el asistente de Carlos Bustos en el club Blooming de la primera división de Bolivia

## Clubes
| Club                        | País      | Año       |
| --------------------------- | --------- | --------- |
| Talleres                    | Argentina | 1986-1990 |
| Deportivo Español           | Argentina | 1990-1991 |
| San Lorenzo de Almagro      | Argentina | 1991-1992 |
| Deportivo Español           | Argentina | 1992-1993 |
| River Plate                 | Argentina | 1993-1994 |
| Racing Club                 | Argentina | 1994-1995 |
| Gimnasia y Esgrima La Plata | Argentina | 1995-1996 |
| Independiente               | Argentina | 1996-1997 |
| Newell's Old Boys           | Argentina | 1997-1998 |
| Independiente               | Argentina | 1998-1999 |
| Unión Tarija                | Bolivia   | 2000      |
| Gimnasia y Esgrima La Plata | Argentina | 2000-2001 |
| Olimpo                      | Argentina | 2002      |
| Belgrano                    | Argentina | 2003-2004 |
| Alumni                      | Argentina | 2004      |

## Palmarés

### Campeonatos nacionales
| Título           | Club        | País      | Año    |
| ---------------- | ----------- | --------- | ------ |
| Primera División | River Plate | Argentina | A-1993 |